# Ungern
Ungern (ungerska: Magyarország [mɒɟɒrorsaːɡ]) är en republik i Centraleuropa. Ungerns huvudstad är Budapest. Landet gränsar till Österrike, Slovakien, Ukraina, Rumänien, Serbien, Kroatien och Slovenien.
Ungern har anor från 800-talet och befolkningen talar ungerska, som är ett finsk-ugriskt språk. Landet gick 1999 med i Nato och är sedan 2004 medlemsstat i Europeiska unionen.

## Historia

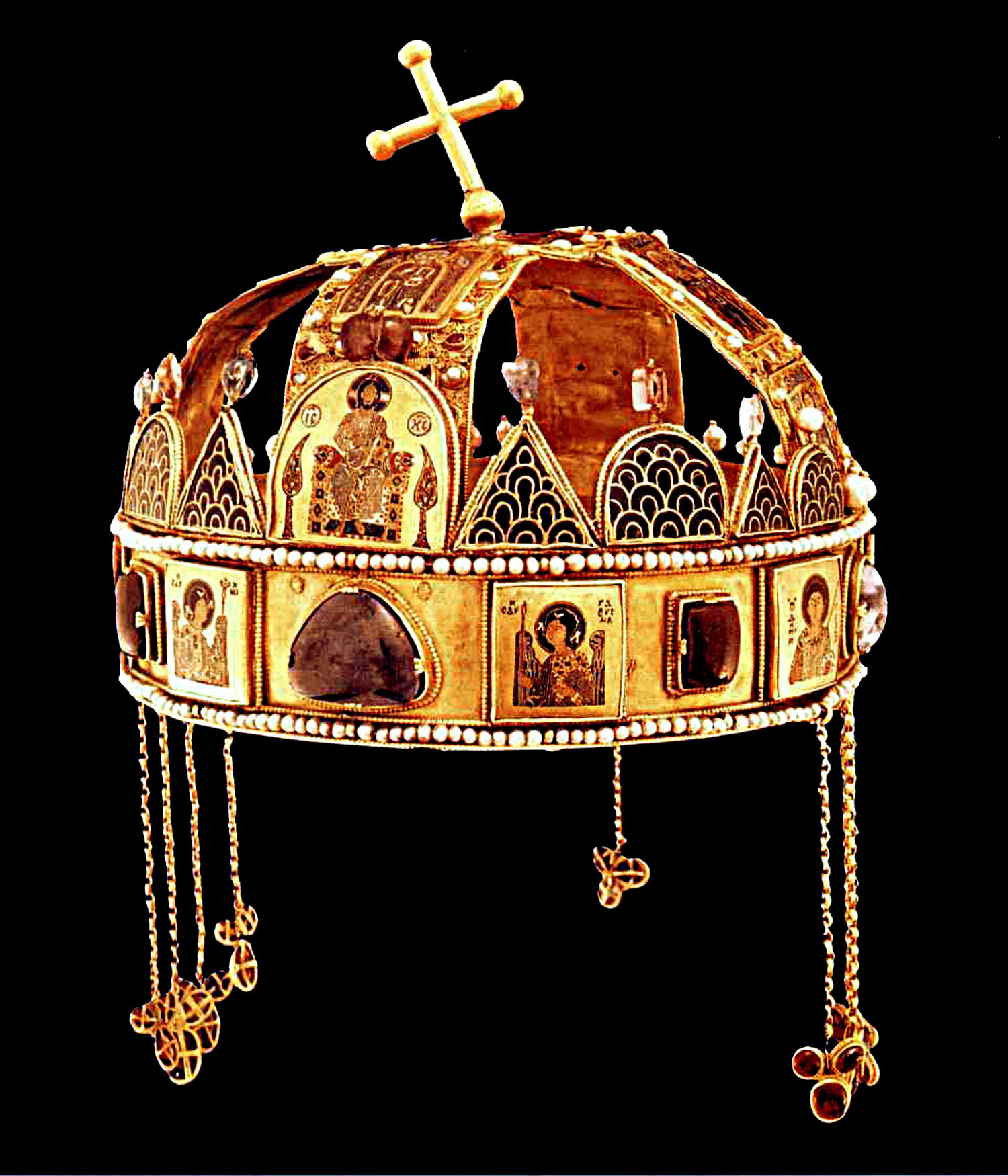
Ungerns krona.

Karta över södra Ungern, Bosnien och Kroatien, från 1664.

Karta över Ungern, från 1679.

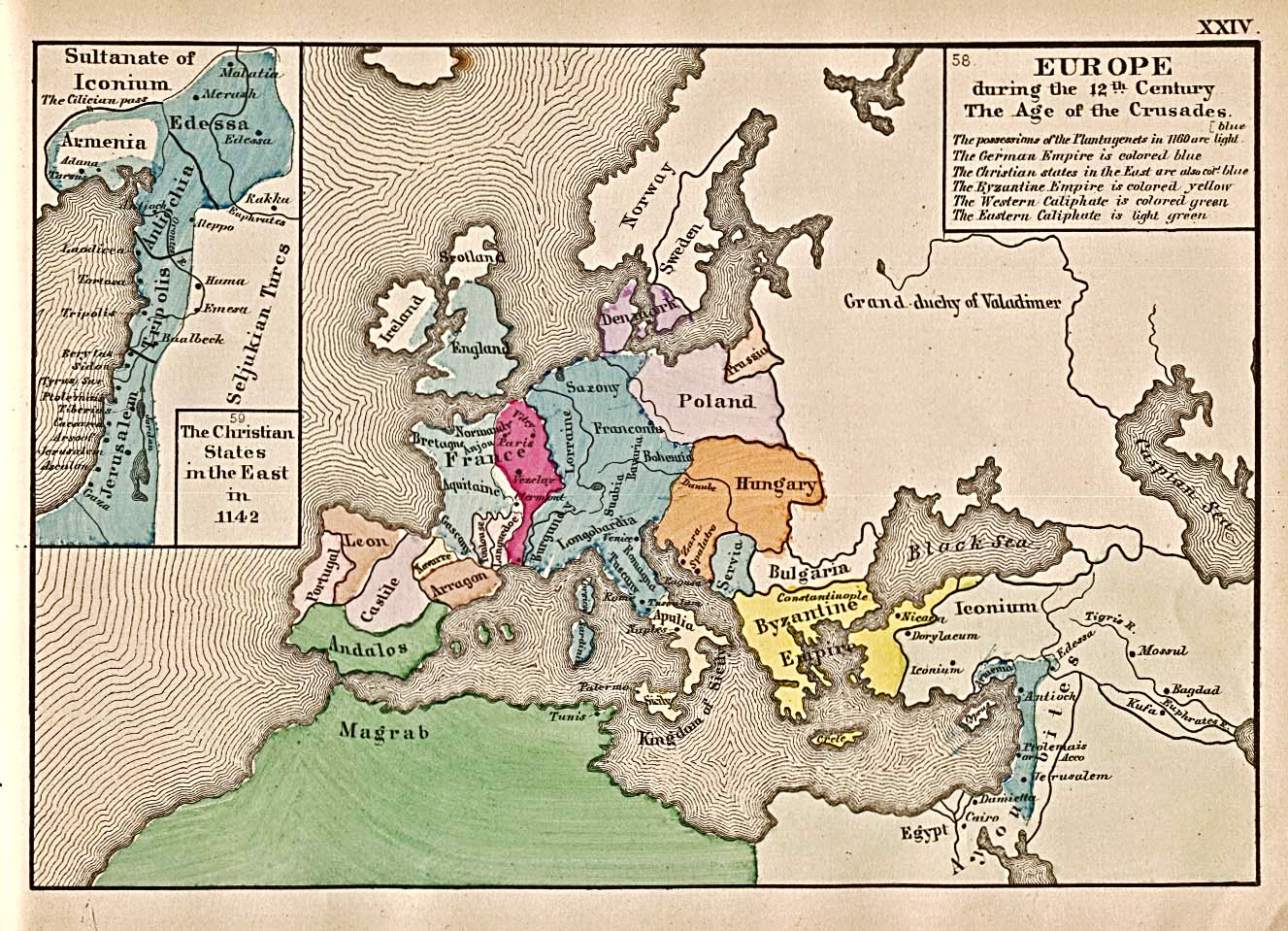
Kungariket Ungern i Europa.

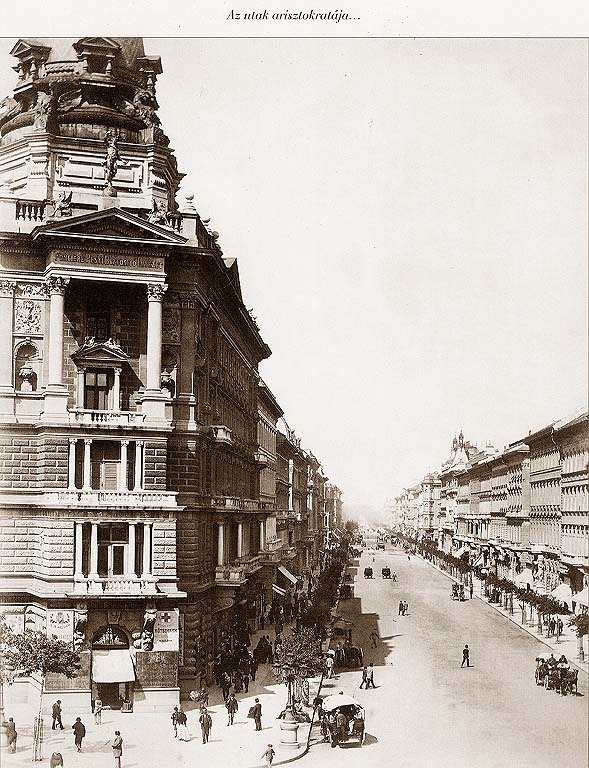
Budapest (1875).

Stora delar av Ungern hörde under antiken till den romerska provinsen Pannonien. Senare invandrade germanska stammar, och på 400-talet var landet först centrum i hunnerriket och därefter i avarernas rike, som erövrades av Karl den store 796.
I slutet av 800-talet vandrade magyariska stammar under Árpád västerut från nuvarande Ryssland. Några av dessa stammar bosatte sig på slätten mellan Donau och Tisza. År 1000/1001 skapades en kristen statsbildning av Stefan I, som omfattade nästan hela det område som kallas Donaubäckenet eller Karpaterbäckenet. Rikets storhetstid inföll på 1300- och 1400-talen. Det framträngande Osmanska riket besegrade ungrarna i slaget vid Mohács 1526 och under 1500- och 1600-talen delades Ungern i tre delar: Kungliga Ungern med kung från österrikiska Habsburg-ätten, furstendömet Transsylvanien och en del som ingick i Osmanska riket. Osmanerna besegrades 1697 men försök att bilda ett helt självständigt Ungern slogs ner och hela landet fick en Habsburg-kung. En ungersk riksdag verkade under lång tid i ständig konflikt med hovet i Wien.
Den 15 mars 1848 bröt en revolution ut mot Habsburgarna och under 1 1/2 år var Ungern självständigt. Därefter återtog Habsburgarna makten med hjälp också av ryska styrkor. De tvingades dock så småningom till stora eftergifter och i och med 1867 års Ausgleich ("utjämning") bildades dubbelmonarkin Österrike-Ungern. Ungern fick stor inre självständighet men makten över utrikes-, försvars- och delar av finanspolitiken låg kvar i Wien.
I första världskriget deltog Österrike-Ungern och Tyskland gemensamt på den förlorande sidan. I Trianonfördraget (1920) avtvingades Ungern cirka två tredjedelar (71,5 procent) av det historiska Ungern till Rumänien, Tjeckoslovakien, Jugoslavien och Österrike. Efter första världskriget utbröt en kommunistisk revolution under ledning av Béla Kun som ledde till upprättandet av den Ungerska sovjetrepubliken 1919. Sovjetrepubliken krossades dock efter ett halvår när rumänska styrkor intog Budapest i augusti.
Ungern återinförde 1920 monarkin som statsskick men tronen förblev vakant trots att Karl IV ("Karl I" enligt österrikisk räkning) försökte återta tronen i Ungern. Statschef var istället riksföreståndaren Miklós Horthy. Under mellankrigstiden rådde ett flerpartisystem där emellertid socialistiska och kommunistiska partier var förbjudna. Under denna tid rådde en stark revanschistisk anda gällande de förlorade områdena. Förtroendet för västmakterna var lågt och Ungern drogs allt närmare in i samarbete med Tyskland och Italien. Horthy hyste dock ingen sympati för de fascistiska eller nazistiska ideologierna. Han var snarare politiskt starkt konservativ och byggde sin politik på de traditionella maktgrupperna som adeln och kyrkan. I fyra etapper 1938-1941 återfick Ungern stora delar av de förlorade territorierna.
Under andra världskriget deltog Ungern på axelmakternas sida men till Adolf Hitlers förtret vägrade Horthy att deportera de ungerska judarna till Tyskland. Detta och det faktum att Horthy i hemlighet förhandlade med västmakterna fick Hitler att tappa tålamodet och Ungern ockuperades på våren 1944 av tyska trupper. En stor del av de ungerska judarna deporterades därefter och bara en mindre del överlevde. Adolf Eichmann styrde operationerna. Horthy inskred sommaren 1944 för att skydda judarna i Budapest men blev så småningom bortförd i fångenskap till Tyskland (Operation Panzerfaust) där han senare befriades av amerikanska trupper. Hitler tillsatte i stället en marionettregering bestående av medlemmar i det ungerska nazistpartiet Pilkorsarna under ledning av Ferenc Szálasi. Det var under denna tid som Raoul Wallenberg var verksam i Budapest för att skydda och rädda judar.
Efter andra världskriget återgick Ungern till Trianon-fördragets gränser. Den tyska ockupationen ersattes av en sovjetisk. En provisorisk regering tillkom med Zoltán Tildy som premiärminister 1945–1946. Sovjetunionen tog under slutet av kriget 600 000 ungrare som krigsfångar, vilka bortfördes som tvångsarbetare. Av dem återkom 200 000 aldrig till Ungern. Zoltán Tildy hade varit stark motståndare till att Ungern dragits med i andra världskriget, och blev nu vald till Ungerns president 1946 med sitt självständighetsparti som fick 57 procent av de avgivna rösterna. De tilläts dock inte bilda egen majoritetsregering, utan i stället bildades en koalition där även kommunister fanns representerade. Det Ungerska arbetarpartiet (Magyar Dolgozók Pártja) av sovjetisk modell tog snart över makten och med hjälp av justitiemord förbjöds alla andra partier. Mellan 1946 och 1948 genomdrevs en omfattande sovjetisering av landet genom hot och terror och Folkrepubliken Ungern utropades 1949.

Esterháza.

Ungernrevolten bröt ut 1956, men slogs brutalt ner av sovjetiska trupper efter att bland annat premiärministern Imre Nagy verkade för att dra ur Ungern från Warszawapakten och göra landet alliansfritt. Även om Ungernrevolten inte infriade de förväntningar som fanns i stort, ledde det till att Ungern redan under tidigt 1960-tal i jämförelse med övriga länder i den sovjetiska intressesfären kunde avvika från den sovjetiska linjen och i stället bli en mer självständig stat med så småningom betydande ekonomiska reformer och personliga friheter. János Kádár var den ledande politikern. Ungern var en socialistisk enpartistat fram till 1989 då kommunistpartiet avvecklades.
Den ungerska regeringen beslutade 1989 att montera ner järnridån vilket påbörjades i augusti 1989. Denna händelse medverkade senare till att de sovjetstödda regimerna inom östblocket också föll. Den 23 oktober 1989, på minnesdagen av 1956 års revolt, utropades Ungern till republik. Året därpå (1990) hölls det första fria valet i Ungern.
Ungern blev 1999 medlem i Nato och 2004 i Europeiska unionen (EU). Högerpartiet Fidesz har styrt Ungern sedan 2010. Premiärminister Viktor Orbáns regering har genomfört den mest radikala samhällsförändringen i Europa sedan kommunistregimernas fall 1989. Regeringen kritiseras av omvärlden, inhemsk opposition och aktivister för att inskränka demokratiska rättigheter och utöva politisk styrning över statliga institutioner, utbildning och rättsväsende.

## Geografi

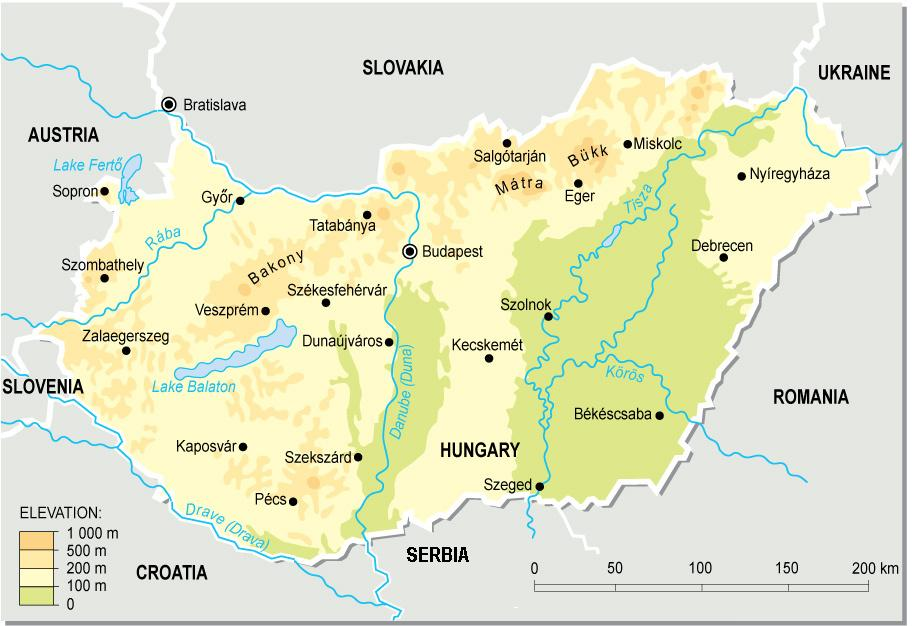
Topografisk karta över Ungern.

Större delen av Ungern består av slättland, bland annat det stora området Alföld med inslag av pusta. Under förhistorisk tid var den ungerska slätten täckt av vatten, och kom när vattnet drog sig tillbaka att täckas av flodavlagringar, som i dag tillsammans med ditblåst lössjord ger stora vidder av mycket bördig mark.

### Hydrografi
Ungerns största sjö är Balaton, som också är Centraleuropas största insjö.

### Klimat
Ungern har ett kontinentalt klimat med kalla, fuktiga vintrar och varma somrar. Årsmedeltemperaturen är 9,7 °C. Temperaturen svänger mellan cirka 40 °C på sommaren och –29 °C på vintern. Temperaturen under sommaren är vanligtvis mellan 27 °C och 32 °C och under vintern mellan –15 °C och 0 °C. Genomsnittlig årsnederbörd är cirka 600 millimeter. En mindre del av landet söder om Pécs har medelhavsklimat.
Den topografiska avgränsningen av Donaubäckenet gör att Ungern är utsatt för torka. Större delen av Ungern består av jordbruksmark, men det finns några rester av dess ursprungliga skog, huvudsakligen i bergsregionerna och i nationalparkerna.
Försurning är landets största miljöproblem.

## Styre och politik

### Författning och styre

#### Författning
Ungerns författning från 1949 genomgick en fullständig revision 1989.

#### Parlamentet

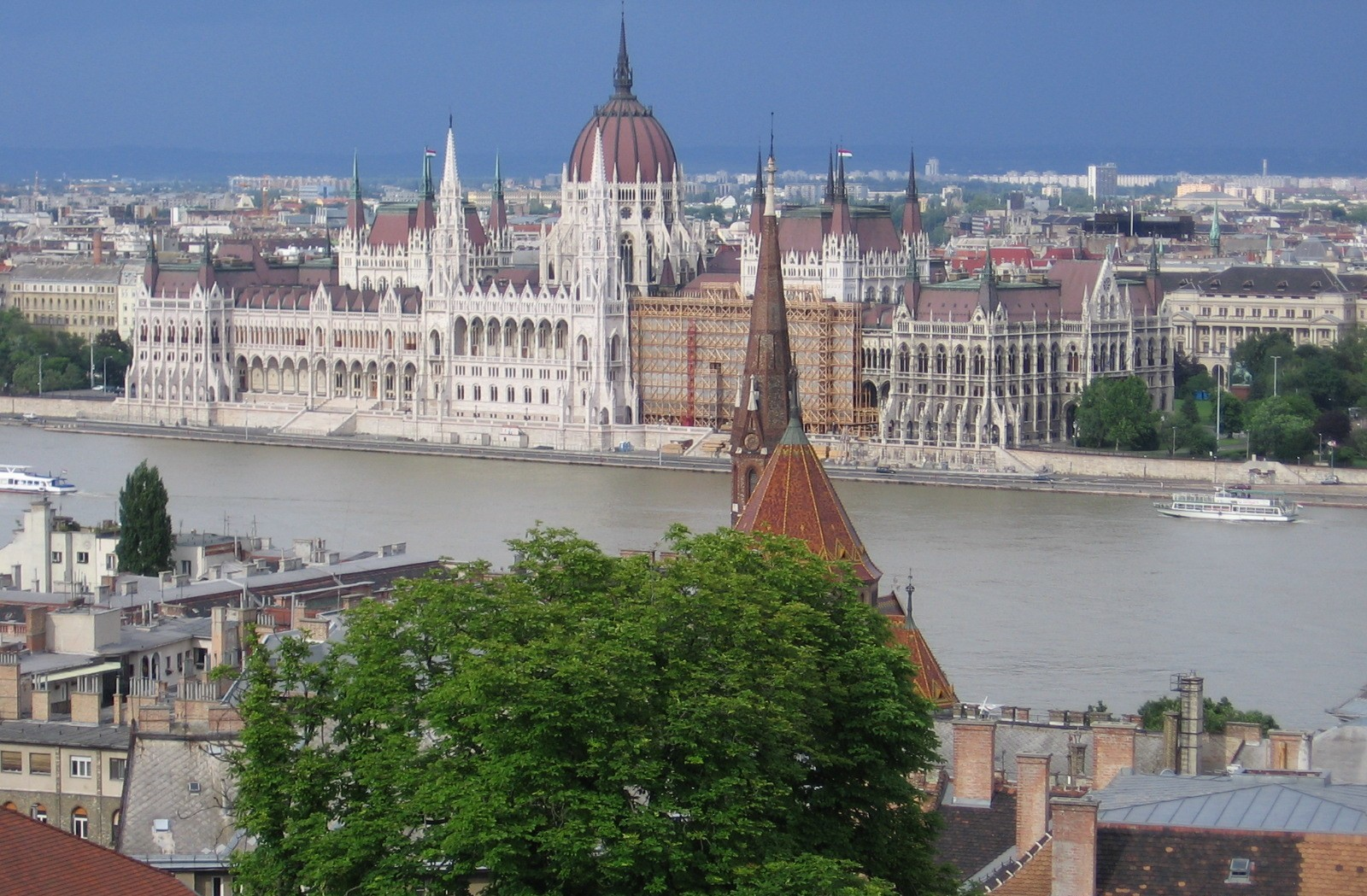
Ungerns parlamentsbyggnad.

Folkrepresentationen kallas Országgyűlés och har numera 199 mandat, fördelade enligt en kombination av majoritets- och proportionella val. Landet är en elektoral autokrati med regelbundna och fria val. De senaste parlamentsvalen har dock fått kritik av internationella observatörer.
Parlamentsbyggnaden är Ungerns största byggnad och Europas näst största parlamentsbyggnad, efter parlamentsbyggnaden i Bukarest.

#### Presidenten
Republikens president, köztársasági elnök, tjänar som statschef och väljs av parlamentet vart femte år. Presidenten har främst representativt ansvar och befogenheter; ta emot utländska statschefer, formellt nominera premiärministern på rekommendation av parlamentet och fungera som befälhavare för de väpnade styrkorna. Presidenten har vetorätt och kan skicka lagstiftning till Konstitutionella domstolens, Alkotmánybíróság, femton medlemmar för granskning.

#### Premiärministern
Premiärministern, miniszterelnök, väljs av Ungerns parlament, och fungerar som regeringschef och utövar den verkställande makten. Traditionellt är premiärministern ledaren för det största partiet i parlamentet. Premiärministern väljer statsråd och har exklusiv rätt att avskeda dem. Regeringen är ansvarig framför parlamentet.

#### Talmannen
Talmannen har den tredje mest betydelsefulla ställningen i Ungern och väljs av Nationalförsamlingen och är ansvarig för att leda och övervaka organets dagliga sessioner.

### Administrativ indelning
Ungern är uppdelat i sju storregioner och nitton mindre områden (megyék) där huvudstaden Budapest ibland kallas en egen storregion. 22 städer (megyei jogú város) står utanför megyék-indelningen. Det finns totalt cirka 3 200 kommuner i Ungern. De minsta kallas falu (by), de mellanstora község och de största enheterna kallas város (stad).
| Region                  | Huvudstad      | Areal (km²) | Invånarantal | Invånare (per km²) | Provinser (Megyék)                                           |
| ----------------------- | -------------- | ----------- | ------------ | ------------------ | ------------------------------------------------------------ |
| Norra Ungern            | Miskolc        | 13 428      | 1 289 000    | 096                | Borsod-Abaúj-Zemplén, Heves och Nógrád                       |
| Norra Slättlandet       | Debrecen       | 17 749      | 1 554 000    | 088                | Hajdú-Bihar, Jász-Nagykun-Szolnok och Szabolcs-Szatmár-Bereg |
| Södra Slättlandet       | Szeged         | 18 339      | 1 367 000    | 075                | Bács-Kiskun, Békés och Csongrád-Csanád                       |
| Mellersta Ungern        | Budapest       | 06 919      | 2 825 000    | 408                | Pest                                                         |
| Mellersta Transdanubien | Székesfehérvár | 11 237      | 1 114 000    | 099                | Komárom-Esztergom, Fejér och Veszprém                        |
| Västra Transdanubien    | Győr           | 11 209      | 1 004 000    | 090                | Győr-Moson-Sopron, Vas och Zala                              |
| Södra Transdanubien     | Pécs           | 14 169      | 0 989 000    | 070                | Baranya, Somogy och Tolna                                    |

### Politik
Tiden efter det första helt fria valet 1990 präglades länge av två grupper av partier som växlade vid makten, ett nationalkonservativt och socialliberalt. Från 2010 upphörde denna maktväxling och det starkt nationalkonservativa Fidesz har sedan dess dominerat politiken med i allmänhet över två tredjedelar av parlamentsplatserna. I opposition finns främst socialdemokratiska MSZP, socialliberala Demokratiska koalitionen och högerpopulistiska Jobbik.
År 2012 drev Fidesz-regeringen utan samråd med andra partier igenom en helt ny grundlag. Den fick hård kritik av den inhemska oppositionen och i omvärlden. Kritiken handlar bland annat om bristande balans mellan lagstiftande, verkställande och dömande organ och för att försvaga rättssystemets oberoende. Grundlagen skiljer mellan medlemmar i den ungerska nationen, inom och utom landet, och andra medborgare i Ungern. I enlighet med den nya grundlagen har myndigheter tillsatts som behåller starkt inflytande under mycket långa mandatperioder. Flera så kallade kardinallagar har vidare utformats som reglerar sakpolitik men som bara kan ändras med två tredjedels majoritet i parlamentet. På detta sätt söker Fidesz försäkra sig om inflytande även om de skulle förlora kommande parlamentsval.
Den ungerska regeringen har sedan 2010 i forcerad takt fått igenom en lång rad lagar som enligt kritikerna hotar mediafrihet, organisationsfrihet och medborgerliga rättigheter. Kritiken har bland annat kommit fram inom EU med flera tunga rapporter som godkänts av EU-parlamentet med röststöd även från många inom parlamentets största partigrupp EPP, vilken Fidesz tillhör. Kritiken har lett till att regeringen gjort smärre justeringar, men "icke desto mindre kvarstår farhågor om att reformerna av rättsväsendet, mediesektorn och dess kontrollfunktioner samt behandlingen av civilsamhället skadat respekten och förtroendet för rättsstatens principer, oberoende institutioner och maktfördelningen i landet." Fidesz' ledare sedan 1988 och Ungerns premiärminister sedan 2010, Viktor Orbán har själv betecknat Ungern som en "illiberal demokrati". Inom mediaområdet har Fidesz-anknutna företag en helt dominerande ställning.
År 2015 kom ett mycket stort antal flyktingar (ca 400 000) till Ungern från främst Syrien, Afghanistan och Irak genom landrutten via Grekland, Makedonien och Serbien. Efter viss tvekan bestämde sig den ungerska regeringen för att systematiskt hindra flyktingar från att komma till eller stanna i Ungern. Regeringen har organiserat ett antal främlingsfientliga kampanjer mot flyktingar med affischer och styrda enkäter som kopplade ihop flyktingströmmen med terrorism. Ett högt staket uppfördes utefter hela den 518 kilometer långa gränsen mot Serbien och Kroatien. Att ta sig över gränsen har gjorts till ett brott som kan bestraffas med fängelse. FN:s flyktingkommissarie har uttalat sin bestörtning över det sätt ungerska regeringen bemött flyktingarna och har klargjort att Ungern bryter mot vad man internationellt åtagit sig när man gör asylsökande till brottslingar. Ungern motsätter sig bestämt EU-beslut om att kvoter från överbelastade Grekland och Italien skall tas emot i andra länder. Andra länder har delvis tagit efter Ungern i fråga om att försvåra för flyktingar att komma in i EU men Ungern fortsätter att vara det mest avvisande landet. Och den ungerska ledningen är den som starkast fördömer och förtalar både flyktingarna och de politiker i andra länder som är mer välvilliga.
År 2019 klassades Ungern av Freedom House som det första EU-land som inte är helt fritt, med motiveringen att premiärminister Viktor Orbáns Fidesz-parti använt sin supermajoritet till att införa begränsningar och kontroll över oppositionen, media mm sedan 2010. År 2020 förlorade Ungern sin klassificering som demokrati, enligt V-Dem-institutet vid Göteborgs universitet, och räknas nu mera som en elektoral auktoritär regim. Detta gör Ungern det första ickedemokratiska land i EU. "Det är det mest extrema fallet av demokratisk tillbakagång på sistone”, enligt rapporten.

### Internationella relationer
Efter överenskommelse med Europeiska unionen i mars 1998 om partnerskap för anslutning genomförde Ungern en harmonisering, och efter en folkomröstning där 45,6 procent av de röstberättigade deltog röstade 83,8 procent av väljarna för EU-medlemskap. Den 1 maj 2004 blev Ungern medlem i unionen. Ungern har 21 ledamöter i Europaparlamentet. Landet var ordförande för Europeiska unionens råd under första halvåret 2011.
Den ungerska ledamoten i Europeiska kommissionen är Olivér Várhelyi sedan den 1 december 2019. Ungern mottar mycket betydande ekonomiskt stöd från EU men upphandlingen av investeringar finansierade av EU har ofta starkt kritiserats för att vara partiska till förmån för företag lierade med Fidesz.

## Ekonomi och infrastruktur
Landets valuta är forint (HUF).

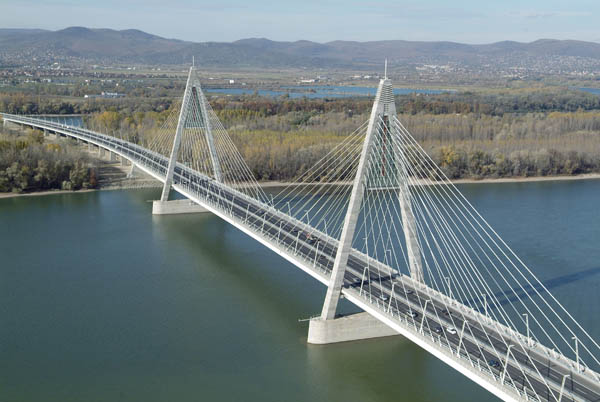
Motorväg M0.

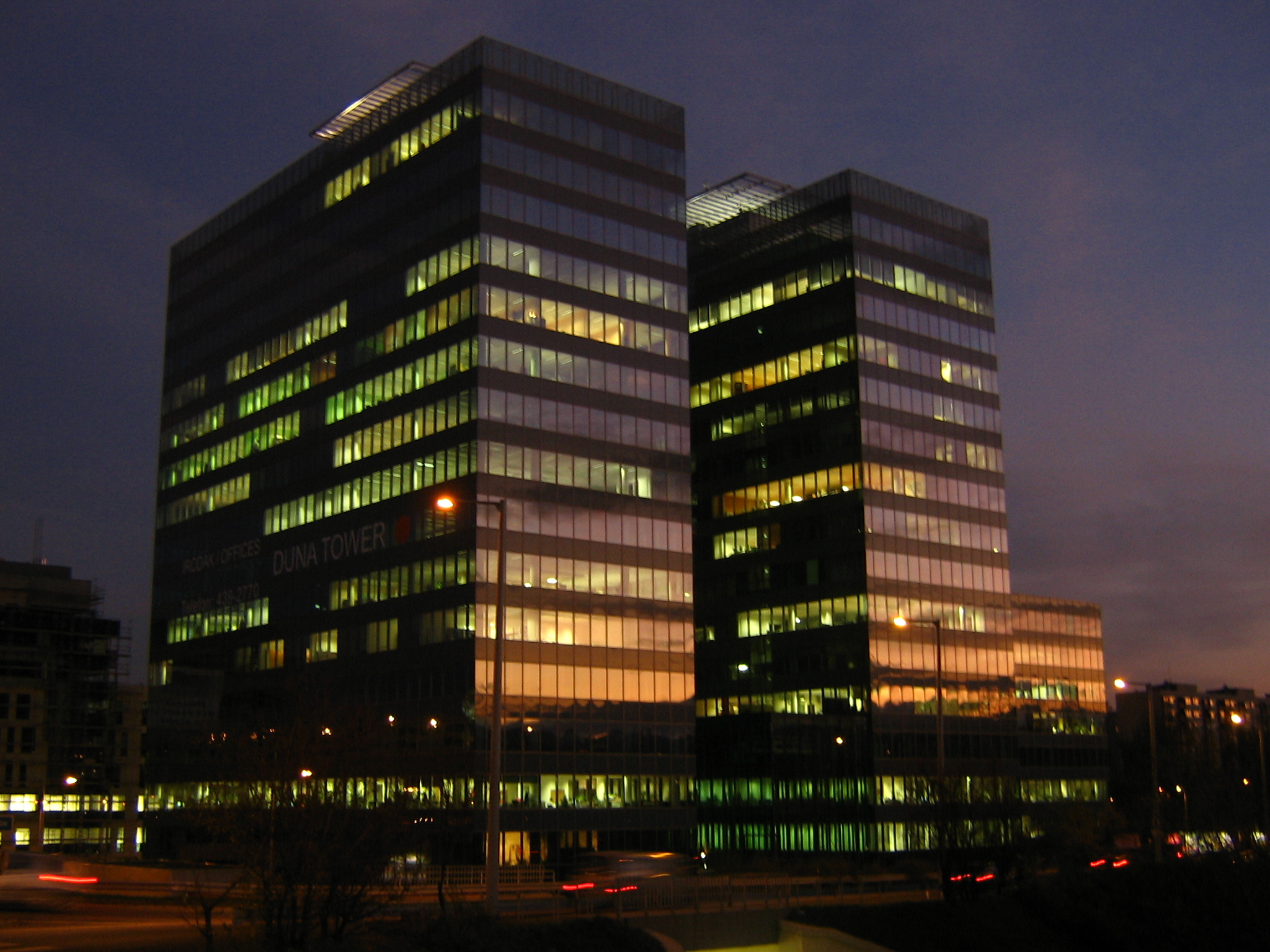
Kontorsbyggnad i Budapest.

Den ekonomiska utvecklingen i Ungern har tagit fart och bruttonationalprodukten (BNP) har ökat markant. Den privata sektorn svarar för drygt 80 procent av BNP.

### Näringsliv
År 2019 fördelades arbetskraften på följande sätt: 
- Tjänster 65 %
- Industri 27 %
- Jordbruk 8 %

#### Jordbruk
Två tredjedelar av Ungerns yta är uppodlad. Främst odlas vete och majs, men det finns också stora odlingar av frukt, sockerbetor och grönsaker. På Bakonyskogens sydsluttningar och i nordvästra delen av landet odlas vin.

#### Industri
Under mellankrigstiden var den ungerska industrin nästan helt beroende av jordbruksprodukter som kvarnar, sockerbruk och konservfabriker. Efter andra världskriget, i linje med utvecklingen i andra östblocksländer, skiftade Ungern fokus mot tung industri. Staden Dunaújváros (kallad Sztálinváros mellan 1950 och 1961) blev en symbol för denna förändring. De mest framträdande industrierna var verkstadsindustri, kemisk industri, elektroteknisk och elektronisk industri samt livsmedelsindustri. Under 1990-talets första hälft minskade dock industrins produktionsvärde med nästan 35 procent, och gruv-, metall- och verkstadsindustrin drabbades av en nedgång på cirka 50 procent.
Under samma årtionde genomgick Ungerns ekonomi en omfattande omstrukturering och modernisering, vilket även påverkade industrisektorn. Privatiseringar och kvalitetsförbättringar av produkter och tjänster genomfördes. De första tecknen på återhämtning sågs inom den lättare industrin samt trä- och pappersindustrin, följt av positiva utvecklingar inom kemisk industri. Under 2000-talet attraherade industrisektorn betydande utländska investeringar, vilket ledde till framväxten av nya branscher som telekom-, läkemedels- och bilindustri.

### Handel
Export är viktigt för den ungerska ekonomin, speciellt inom EU. Cirka tre fjärdedelar av all handel sker mellan Ungern och andra EU-länder. Länder som Tyskland, Ryssland och Kina är speciellt viktiga för den ungerska ekonomin.

### Infrastruktur

#### Transporter
Järnvägarna är väl utbyggda i Ungern. Järnvägsnätet når ut till framförallt Österrike, Slovakien, Serbien, Kroatien, Slovenien och Rumänien. Fram till 1980-talet var spårstandarden förhållandevis dålig då resurser för underhåll var begränsade, men sedan 1990-talet har större upprustningsarbeten skett vilket lett till en förbättrad spårstandard. Några av de moderna ungerska tågen har hög komfort. Tåg med benämningen intercity i Ungern har en god komfort och med service av hög klass. Järnvägsnätet ägs och sköts av det statliga företaget Magyar Államvasutak.
Ungerns vägstandard ligger något över Europas genomsnitt. Vägar underhålls med gott resultat och stora satsningar på förbättrad vägstandard har gjorts från 1990-talet och framåt. Från Budapest går det motorvägar till Belgrad, Zagreb, Wien och Bratislava. Utbyggnader sker österut mot Ukraina och Rumänien. Utbyggnader av nya motorvägar sker i stor omfattning.

## Befolkning

### Demografi

#### Större städer
Den helt dominerande staden i landet är huvudstaden Budapest, med över två miljoner invånare. Den gamla stadsdelen Buda ligger på Donaus västra strand, och den modernare stadsdelen Pest på dess östra strand. Berömda byggnader är Kröningskyrkan och parlamentsbyggnaden. Staden var besatt av turkarna 1541–1686. Stora skador vållades under andra världskriget och folkresningen 1956.
Andra stora städer är Miskolc, Nyíregyháza, Debrecen, Pécs, Szeged med flera.

#### Minoriteter
Den romska befolkningen lider av socialt och ekonomiskt utanförskap och diskriminering.

### Språk
Efter de omfattande landförlusterna som Ungern drabbades av efter första världskriget blev ungerska det klart dominerande språket i landet. Bland minoritetsspråken märks främst romani, medan mindre grupper talar rumänska och tyska.

### Religion
Kristendomen kom till det som idag är Ungern redan under romarrikets tid. Under 900-talet bedrevs mission både från det bysantinska och det tyska hållet. När Ungern blev ett kristet land under Stefan I omkring år 1000 anslöt sig riket till den latinska västkyrkan, med Esztergom som ärkebiskopssäte. Reformationen ledde till framväxten av både en luthersk och en reformert kyrka. År 1988 uppskattades befolkningen bestå av 66 procent romerska katoliker, 18 procent reformerta, 4 procent lutheraner och 2,4 procent som tillhörde andra samfund. Under kommunisttiden var de religiösa samfunden hårt förtryckta, men år 1990 infördes religionsfrihet. Under 1990-talet återlämnades konfiskerad egendom till samfunden, och antalet romersk-katolska ordnar har sedan dess ökat stadigt.

## Kultur

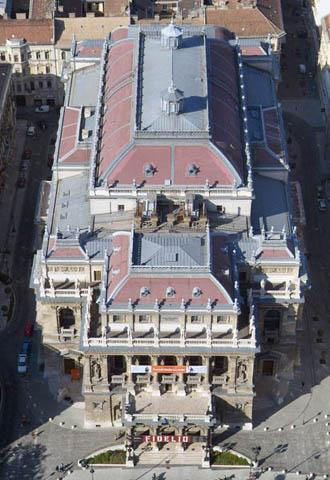
Ungerska statsoperan.

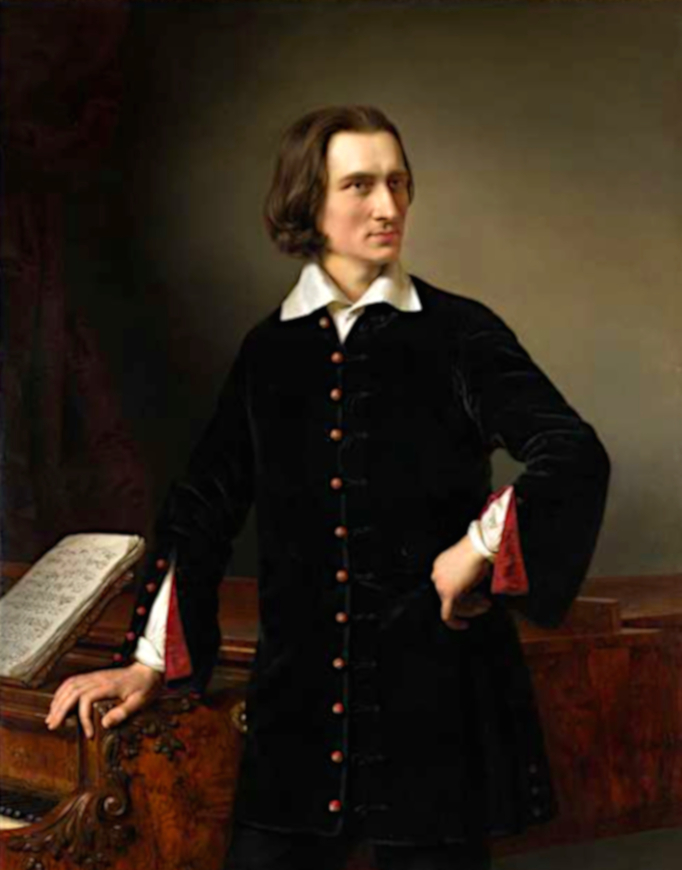
Franz Liszt.

Ungern har sedan tidig medeltid varit den västliga civilisationens östligaste utpost i Europa. I samband med ökande autonomi inom det österrikiska kejsardömet blommade en modern högkultur upp, och i dag är Budapests kaféer och kulturinrättningar inte sämre än de som återfinns i Wien.

### Konstarter

#### Bildkonst
Ungern kristnades från Rom och inlemmades därmed i den västeuropeiska kulturkretsen. Medeltidens kyrkliga konst och arkitektur följde i huvudsak den västeuropeiska stilutvecklingen. Exempel på detta är den senromantiska kyrkan i Ják och det sengotiska kapellet till kyrkan i Csütörtökhely. Östeuropeiska drag har dock levt kvar i den folkliga arkitekturen, konsten och konsthantverket, särskilt berömt för färgrika broderier.
En italieninspirerad renässans nådde Ungern ovanligt tidigt och fick en kort blomstring på alla konstområden men kvävdes helt av den turkiska invasionen 1526 och det efterföljande turkväldet. Till epokens få bevarade rester hör Bakóczkapellet i Esztergom.
Efter Ungerns befrielse på 1690-talet spred italienska och franska arkitekter barockstilen till slott och kyrkobyggnader. Det mest praktfulla exemplet på detta är slottet Eszterházy i Kismarton, ett ungerskt Versailles. Under 1800-talet hävdade sig främst målarkonsten, bland annat genom den av samtiden högt uppskattade realisten Mihály Munkácsy och friluftsmålaren László Paál. Två av 1900-talskonstens ledande personligheter har varit ungrare den konstruktivistiske skulptören, målaren, filmkonstnären med mera. László Moholy-Nagy, och opkonstens förgrundsgestalt Victor Vasarely. Båda har främst verkat utanför hemlandet.

### Traditioner
Mellan floderna Donau och Tisza finns en stor rikedom i folkdräkter, folksånger och folkdanser. Spåren av balkanism kan iakttas i blandningen av serbisk, svabisk-tysk, slovakisk, rumänsk och romsk folkkultur i dess möte med den ungerska kulturen. Det ungerska kulturinflytandet är alltjämt märkbart i näraliggande provinser som Vojvodina, Transsylvanien, södra Slovakien och Österrike, där på många ställen också stora ungerska minoriteter bor.

#### Högtider och helgdagar
| - Sankt Stefans dag Denna lista hämtas från Wikidata. Informationen kan ändras där. |

#### Matkultur
Ungern odlar mycket paprika, vilket återspeglar sig i ungerska matlagningen med rätter som gulyás, pörkölt och lecsó samt kryddan pirosarany. En annan ungersk matspecialitet är det friterade brödet langos som i Sverige blivit känt på olika stadsfestivaler.

## Internationella rankningar
| Organisation                                | Undersökning                   | Rankning  |
| ------------------------------------------- | ------------------------------ | --------- |
| Heritage Foundation/The Wall Street Journal | Index of Economic Freedom 2019 | 64 av 180 |
| Reportrar utan gränser                      | Pressfrihetsindex 2019         | 87 av 180 |
| Transparency International                  | Korruptionsindex 2018          | 64 av 180 |
| FN:s utvecklingsprogram                     | Human Development Index 2018   | 43 av 189 |